# Natalja Sokołowa (biathlonistka)
Natalja Lwowna Sokołowa (rus. Наталья Львовна Соколова, biał. Наталля Львоўна Сакалова, Natalla Lwouna Sakałowa; ur. 23 października 1973 w Czelabińsku) – rosyjska biathlonistka, od sezonu 2004/2005 do 2006/2007 reprezentująca barwy Białorusi.

## Osiągnięcia

### Mistrzostwa Świata
| 2007 Anterselva (Włochy) | 34. miejsce (15 km), 35. miejsce (7,5 km), 41. miejsce (10 km), 5. miejsce (4 * 7,5 km) |

### Puchar Świata
| Sezon     | Miejsce |
| --------- | ------- |
| 1998/1999 | 58.     |
| 1999/2000 | 68.     |
| 2003/2004 | 69.     |
| 2005/2006 | 32.     |
| 2006/2007 | 18.     |
| 2008/2009 | 70.     |
| 2009/2010 | 80.     |